# Homalodotèrids
Els homalodotèrids (Homalodotheriidae) són una família extinta del subordre Toxodonta, de l'ordre, també extint d'ungulats sud-americans pertanyent als Meridiungulata. Comprèn quatre gèneres de notoungulats mamífers del final de l'Eocè al final del Miocè de Sud-amèrica.